# Junior Bonheur
Pour les articles homonymes, voir Bonheur (homonymie).
Junior Bonheur est un chanteur haïtien, chanteur de la formation musicale "Buzz", et à partir de 2020 le maire principal de la ville de Petit-Goâve.

## Biographie

### L'artiste
Junior Bonheur est originaire de la ville de Petit-Goâve. Il a été d'abord connu pour sa carrière de chanteur, qu'il a commencée au sein du groupe Back-up, comme rappeur. Plus tard, il a rejoint le groupe Fasil à la demande de Réginald Cangé et a pris goût au chant. Influencé par des artistes comme Pipo, Cubano, Jude Jean, Armstrong Jeune, il a tracé sa voie dans la chanson jusqu'à devenir le chanteur principal du groupe Buzz,.

### Le politique
Par arrêté présidentiel du 7 juillet 2020, Junior Bonheur a été nommé maire principal de la commune de Petit-Goâve. Il est assisté par deux maires assesseurs: Coriolan Vickson et Valéry Louissaint. Avant, il a aussi occupé le poste de Chargé de mission à la Délégation de l’Ouest et au Ministère de l’Intérieur et des Collectivités territoriales ,,. 
L'une de ses actions à la tête de la mairie de Petit-Goâve est de dissoudre par arrêté communal, la Police Municipale de cette commune et de la remplacer «par une Brigade Municipale constituée d’agents qui ont un statut civil qui est placée sous l'autorité du Conseil Municipal et qui pourra au besoin faire appel à la Police Nationale d’Haïti dans l'exécution de ses tâches».

## Sources et références
1. ↑  « Ces jeunes d’Haïti qui créent le «Buzz» dans le HMI - Intexto, jounal nou », 9 décembre 2018 (consulté le 29 septembre 2021)
2. 1 2  « Junior Bonheur, chanteur de Buzz et Chargé de mission à la Délégation de l’Ouest et au ministère de l’Intérieur », sur Le Nouvelliste (consulté le 29 septembre 2021)
3. ↑  « Le chanteur Junior Bonheur aux commandes de la mairie de Petit-Goâve », sur Le Nouvelliste (consulté le 30 septembre 2021)
4. ↑  « Notre Dame de L’Assomption à Petit Goâve : Junior Bonheur promet de faire avancer la ville et de lui ramener ses éclats d’antan », sur Scoop FM, 107.7, 16 août 2020 (consulté le 30 septembre 2021)
5. ↑  Guyto Mathieu, « Petit-Goâve : Dissolution de la Police Municipale », iciHaïti,‎ 15 avril 2021 (lire en ligne)